# Ferran Estruch i Torrents
Ferran Estruch i Torrents (Cardona, 1986) és un polític català, alcalde de Cardona des de 2011 i diputat al Parlament de Catalunya durant la Tretzena legislatura.
El seu besavi, Joan Torrents Macià, fou alcalde de Cardona durant la segona República. Fill de botiguers, d’una xarcuteria de tota la vida, va estudiar a l'escola Mare de Déu del Carme i el batxillerat a l’Institut Sant Ramon, tots dos centres de Cardona. Es va llicenciar en Ciències Polítiques i de l’Administració a la Universitat Pompeu Fabra, i va completar els seus estudis amb un màster en Participació Ciutadana i Polítiques Locals a la Universitat Autònoma de Barcelona. Va treballar com a consultor en una empresa dedicada a l’àmbit dels processos de participació ciutadana per a diferents empreses i institucions.
Es va afiliar a Esquerra Republicana de Catalunya als 18 anys. El 2011 va encapçalar la llista a les eleccions municipals i fou investit alcalde de Cardona. Va revalidar l'alcaldia a les eleccions municipals de 2015, obtenint majoria absoluta al municipi. El 2015 també fou nomenat president del Consell d'Alcaldes del Bages i president del Fòrum de Joves Electes de l'Associació Catalana de Municipis. El 2019 va tornar a revalidar la majoria absoluta a les eleccions municipals.
Es presentà a les eleccions al Parlament de Catalunya de 2021, sent escollit diputat d'Esquerra Republicana per la circumscripció electoral de Barcelona, on anava com a número 19. Com ha diputat ha format part de la comissió de cultura, de polítiques digitals i territori, de salut i de la sindicatura de comptes, entre d'altres.
El 2023 va revalidar de nou l'alcaldia de Cardona a les eleccions municipals. El 2024 es va presentar com a candidat d'ERC pel Bages a les eleccions al Parlament de Catalunya del 12 de maig.